# Dream Merchant Vol. 1
Dream Merchant Vol. 1 è il primo album da solista del produttore hip hop statunitense 9th Wonder, pubblicato nel 2005. Alla maggior parte delle tracce collaborano Phonte e Rapper Big Pooh, membri dei Little Brother con 9th Wonder.

## Tracce
1. A Letter to Sick L (1980-2001) (feat. K. Hill) – 4:57
2. Just Don't Speak (feat. Joe Scudda, L.E.G.A.C.Y. & Poohbear) – 4:34
3. Median Alleviates the Drama (feat. Median) – 3:19
4. Speed (feat. Phonté & Poohbear) – 4:02
5. The U-Express (feat. Defcon) – 2:27
6. My People (feat. Yung, Love Joy & Logic) – 4:23
7. Fallen (feat. Chaundon) – 3:45
8. Mr. Dream Merchant (feat. Poohbear) – 2:48
9. Almost Genuine (feat. Defcon & Phonté) – 4:53
10. Strained (feat. Keisha Shontelle & Crisis) – 5:43
11. Third Person (feat. L.E.G.A.C.Y.) – 3:51
12. The Addiction (feat. Defcon) – 2:45
13. Like Dat (feat. Phonté & Cesar Comanche) – 2:27
14. Soul Dojo (feat. Kevikaze) – 3:29
15. The Righteous Way to Go (For the Jeeps) (Instrumental) – 4:28
16. Too Late (feat. Phonté) – 2:42